# Ischyromys

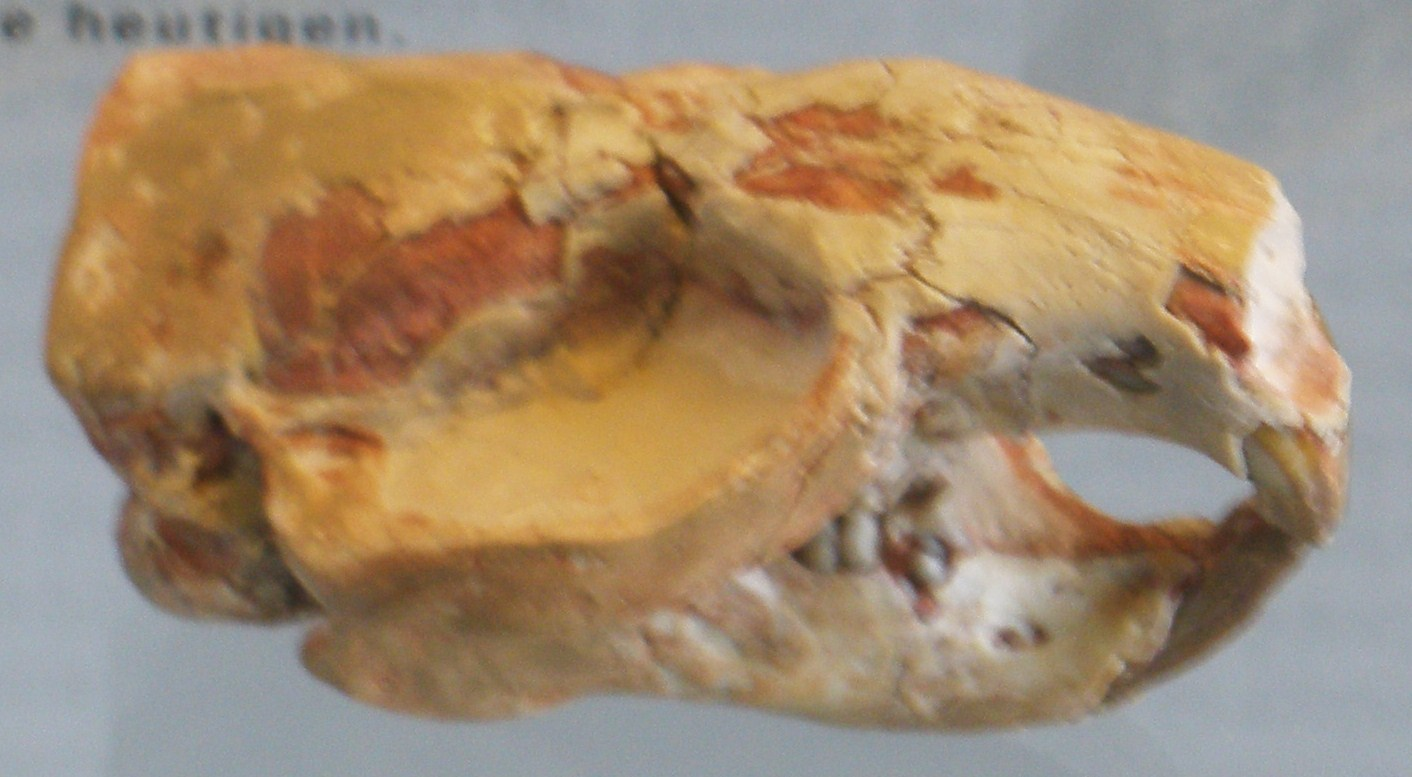
Cráneo

Ischyromys es un género extinto de mamíferos roedores de la familia Ischyromyidae. Vivió en Norteamérica a finales del Eoceno y principios del Oligoceno. Se trataba de un animal de unos sesenta centímetros de longitud, de aspecto similar al de un ratón. Tenía un par de incisivos bien desarrollados y cinco dedos con zarpas en cada pata, que le servían para subirse a los árboles, a diferencia de la mayoría de mamíferos de su tiempo, (junto con su pariente Paramys). A pesar de estar bien adaptado a la vida arborícola fue eventualmente desplazado por la competencia con los plesiadapiformes, antecesores de los primates.